# Ламурё, Джастин
Джастин Ламурё (англ. Justin Lamoureux, фр. Justin Lamoureux; род. 26 августа 1976 года, Ред-Банк, Нью-Джерси, США) — канадский сноубордист, участник олимпийских игр 2006 и 2010 годов. Серебряный призёр чемпионата мира 2005 года в хафпайпе.

## Биография
Джастин учится в университете Уотерлу на инженера-механика. Он любит сёрфинг, скейтборд и маунтинбайк.

## Спортивная карьера
Первые очки в гонках FIS Джастин Ламурё получил в сезоне 1996—1997, став 40-м в Биг-Уайт (Канада). В сезоне 1999—2000 стал 10-м на этапе кубка мира в Уистлере (Канада). Двумя годами позже стал 14-м на этапе в Уистлере, снова показав свой лучший результат в сезоне. В следующем сезоне добился своего первого подиума на этапах кубка мира став третьим в Стоунхеме (Канада). Лучшими результатами сезона 2003—2004 годов стали 4-е место в Крайшберге (Австрия) и 5-е в Стоунхеме. 4-е место в Лейк-Плесиде (США) стало лучшим результатом Ламурё на этапах кубка мира в следующем сезоне (2004/2005). В дальнейшем также неоднократно финишировал в десятке.
Трижды становился чемпионом Канады — в 1999, 2001 и 2006 году. На чемпионате мира дебютировал в 2001 году, а в 2005 году стал серебряным призёром. Принимал участие также в чемпионатах мира в 2007 (15-й) и 2009 (5-й) году. На олимпийских играх Джастин Ламурё дебютировал в 2006 году, где стал 21-м. На домашней олимпиаде Ламурё стал 7-м.